# Larry B. Scott
Larry B. Scott (* 17. August 1961 in Harlem, New York City, New York) ist ein US-amerikanischer Schauspieler, Regisseur und Filmproduzent.

## Leben
Scott begann seine Schauspielkarriere in den 1970er Jahren an einem Theater in Queens. Sein Spielfilmdebüt hatte er 1978 im Blaxploitation-Film Ein Held ist auch bloss'n Würstchen des Regisseurs Ralph Nelson. In der Folge hatte er Gastrollen in Fernsehserien wie Lou Grant, Trapper John, M.D. und Polizeirevier Hill Street. 1984 spielte er in der Filmkomödie Die Rache der Eierköpfe erstmals die Rolle des Lamar Latrelle. Der mit einem Budget von nur 8 Mio. US-Dollar gedrehte Film spielte in den USA insgesamt 40,9 Mio. US-Dollar ein und wurde zu einem Überraschungserfolg. Scott spielte die Rolle auch in den Fortsetzungen Die Supertrottel, Operation Kleinhirn und Chaos Kings. In Spring Break ’83 hat er als Lamar einen Cameo-Auftritt.
In den 1980er Jahren wirkte er in mehreren Spielfilmen mit, darunter Karate Kid, Der stählerne Adler und Space Camp. Zwischen 1990 und 1992 spielte er neben Ken Olandt und Patrick Macnee eine der Hauptrollen in der Actionserie Super Force. Im Action-Rollenspiel Diablo II und der Erweiterung Diablo II: Lord of Destruction sprach er die Rolle des Paladin. In den 2000er Jahren arbeitete er auch als Produzent und Regisseur.

## Filmografie (Auswahl)
- 1980: Lou Grant
- 1981: Trapper John, M.D.
- 1982: Polizeirevier Hill Street (Hill Street Blues)
- 1984: Die Rache der Eierköpfe (Revenge of the Nerds)
- 1984: Karate Kid (The Karate Kid)
- 1985: Magnum (Magnum, P.I.)
- 1986: Der stählerne Adler (Iron Eagle)
- 1986: Space Camp (SpaceCamp)
- 1987: Ausgelöscht (Extreme Prejudice)
- 1987: Die Supertrottel (Revenge of the Nerds II: Nerds in Paradise)
- 1992: Operation Kleinhirn (Revenge of the Nerds III: The Next Generation)
- 1993: Die Abservierer (Another Stakeout)
- 1994: Chaos Kings (Revenge of the Nerds IV: Nerds in Love)
- 1997: Seinfeld
- 1998: Tod eines Showgirls (Butter)
- 2012: Spring Break ’83